# Olivier Doll
Olivier Doll (ur. 9 czerwca 1973 w Brukseli) – piłkarz belgijski grający na pozycji środkowego obrońcy.

## Kariera klubowa
Piłkarską karierę Doll rozpoczął w klubie RFC Seraing. W sezonie 1989/1990 zadebiutował w jego barwach w trzeciej lidze belgijskiej. Przez pierwsze dwa lata rozegrał tylko jedno spotkanie w lidze, ale już od 1991 roku był podstawowym zawodnikiem zespołu, który był wówczas beniaminkiem drugiej ligi. W 1993 roku awansował z Seraing do pierwszej ligi. Beniaminek zajął w sezonie 1993/1994 3. miejsce, a Dolla uznano najlepszym Młodym Piłkarzem w Belgii.
Latem 1994 roku Doll przeszedł do Anderlechtu, ówczesnego mistrza Belgii i zdobywcy tamtejszego pucharu. W 1995 roku osiągnął pierwszy sukces w tym klubie i został wówczas mistrzem Belgii. Latem tamtego roku zdobył Superpuchar Belgii. W 2000 roku drugi raz w karierze wywalczył mistrzostwo kraju, a w 2001 roku obronił z Anderlechtem tytuł mistrzowski. W tamtych dwóch latach zdobył też kolejne dwa belgijskie superpuchary. W sezonie 2003/2004 ponownie został mistrzem kraju, ale był to ostatni jego sezon w barwach Anderlechtu. Przez 10 sezonów rozegrał dla tego klubu 183 ligowe mecze, w których zdobył 4 gole.
W 2004 roku Doll odszedł do drużyny KSC Lokeren. 7 sierpnia 2004 rozegrał dla Lokeren swoje pierwsze spotkanie, zremisowane 2:2 na wyjeździe z Cercle Brugge. W Lokeren stał się podstawowym zawodnikiem, po tym jak w Anderlechcie pełnił na ogół rolę rezerwowego. W sezonie 2008/2009 tworzył linię obrony wraz z Marokańczykiem Hassanem El Mouatazem i Izraelczykami Jo’awem Ziwem i Awi Strulem. W 2010 roku zakończył karierę.
| Sezon   | Klub           | Kraj   | Rozgrywki      | Mecze | Bramki |
| ------- | -------------- | ------ | -------------- | ----- | ------ |
| 1989/90 | RFC Seraing    | Belgia | III liga       | 1     | 0      |
| 1990/91 | RFC Seraing    | Belgia | III liga       | 0     | 0      |
| 1991/92 | RFC Seraing    | Belgia | Tweede Klasse  | 22    | 0      |
| 1992/93 | RFC Seraing    | Belgia | Tweede Klasse  | 28    | 0      |
| 1993/94 | RFC Seraing    | Belgia | Jupiler League | 32    | 0      |
| 1994/95 | RSC Anderlecht | Belgia | Jupiler League | 25    | 0      |
| 1995/96 | RSC Anderlecht | Belgia | Jupiler League | 19    | 0      |
| 1996/97 | RSC Anderlecht | Belgia | Jupiler League | 32    | 3      |
| 1997/98 | RSC Anderlecht | Belgia | Jupiler League | 21    | 1      |
| 1998/99 | RSC Anderlecht | Belgia | Jupiler League | 16    | 0      |
| 1999/00 | RSC Anderlecht | Belgia | Jupiler League | 12    | 0      |
| 2000/01 | RSC Anderlecht | Belgia | Jupiler League | 22    | 0      |
| 2001/02 | RSC Anderlecht | Belgia | Jupiler League | 15    | 0      |
| 2002/03 | RSC Anderlecht | Belgia | Jupiler League | 12    | 0      |
| 2003/04 | RSC Anderlecht | Belgia | Jupiler League | 9     | 0      |
| 2004/05 | KSC Lokeren    | Belgia | Jupiler League | 26    | 1      |
| 2005/06 | KSC Lokeren    | Belgia | Jupiler League | 27    | 0      |
| 2006/07 | KSC Lokeren    | Belgia | Jupiler League | 26    | 1      |
| 2007/08 | KSC Lokeren    | Belgia | Jupiler League | 28    | 0      |
| 2008/09 | KSC Lokeren    | Belgia | Jupiler League | 32    | 0      |
| 2009/10 | KSC Lokeren    | Belgia | Jupiler League | 26    | 2      |

## Kariera reprezentacyjna
W reprezentacji Belgii Doll zadebiutował 30 kwietnia 1997 roku w wygranym 3:1 wyjazdowym spotkaniu eliminacji do Mistrzostw Świata we Francji z Turcją. W 57. minucie tego meczu zmienił Erika Van Meira. Do 2005 roku rozegrał w kadrze narodowej 6 spotkań.